# Морозівське (зупинний пункт)
Морозівське — пасажирський залізничний зупинний пункт Дніпровської дирекції Придніпровської залізниці на електрифікованій лінії Лозова — Павлоград I між станціями Варварівка (8 км) та Ароматна (3 км). Розташований в селі Морозівське Павлоградського району Дніпропетровської області. 

## Історія
До 2023 року зупинний пункт мав первинну назву Платформа 981 км, який перейменований на однойменну назву навколишнього села. 

## Пасажирське сполучення
На платформі Морозівська зупиняються приміські електропоїзди Лозівського та Синельниківського напрямків.